# سرنواری چینی
سرنواری چینی (نام علمی: Melogale moschata) نام یک گونه از سرده سرنواری است.